# Макановичи (Речицкий район)
Макановичи (бел. Маканавічы) — деревня в Речицком районе Гомельской области Белоруссии. Входит в состав Защебьевского сельсовета (до 2007 года входила в состав Василевичского городского Совета).
Неподалёку торфяные месторождения.

## География

### Расположение
В 57 км на юго-запад от Речицы, 107 км от Гомеля. Расположена железнодорожная платформа Макановичи.

### Гидрография
На юге, востоке и севере сеть мелиоративных каналов.

## Транспортная сеть
Транспортные связи по просёлочной, затем автомобильной дороге Василевичи — Речица. Планировка состоит из 3 (одна длинная и две короткие) параллельных между собой улиц меридиональной ориентации, пересекаемых криволинейной улицей. Застройка двусторонняя, деревянная, усадебного типа.

## История
По письменным источникам известна с XVI века как селение в Речицком повете Минского воеводства Великого княжества Литовского, шляхетская собственность. В 1509 году король Сигизмунд I Старый даровал село дьяку Г. Алексеевичу. Под 1523 и 1568 годы упоминается в Литовской метрике как село в Речицкой волости.
После 2-го раздела Речи Посполитой (1793 год) в составе Российской империи. С 1833 года действовала Георгиевская церковь. В 1876 году дворянин Аскерко владел в деревнях Макановичи и Водовичи 17 329 десятинами земли и трактиром. Согласно переписи 1897 года действовали церковь, церковно-приходская школа, хлебозапасный магазин, 2 ветряные мельницы, конная мельница, кузница. Рядом находился одноимённый фольварк с винокурней. В 1908 году в Василевичской волости Речицкого уезда Минской губернии.
С 8 декабря 1926 года до 16 июля 1954 года центр Макановичского сельсовета Василевичского, с 4 августа 1927 года Хойникского, с 20 февраля 1938 года Василевичского районов Речицкого, с 9 июня 1927 года Гомельской (до 16 июля 1930 года) округов, с 20 февраля 1938 года Полесской, с 8 января 1954 года Гомельской областей.
В 1930 году работали начальная школа, изба-читальня. В 1931 году организован колхоз имени Я. М. Свердлова, работали паровая мельница и кузница. Во время Великой Отечественной войны оккупанты создали в деревне опорный пункт, разгромленный в декабре 1942 года партизанами отряда имени К. Я. Ворошилова. В боях около деревни в 1941 и 1943 годах. Погибли 96 советских солдат и партизан (похоронены в братской могиле на кладбище). 99 жителей погибли на фронте. В августе 1945 года открыт детский дом для детей-сирот. Согласно переписи 1959 года в составе совхоза «Василевичи» (центр — город Василевичи). Расположены дом-общежитие для психоневрологических больных, библиотека, фельдшерско-акушерский пункт, отделение связи, Дом культуры.

## Население

### Численность
- 2004 год — 182 хозяйства, 717 жителей.

### Динамика
- 1885 год — 42 двора, 266 жителей.
- 1897 год — 71 двор, 492 жителя (согласно переписи).
- 1908 год — 121 двор, 812 жителей.
- 1930 год — 201 двор, 971 житель.
- 1959 год — 1001 житель (согласно переписи).
- 2004 год — 182 хозяйства, 717 жителей.